# 彼得里夫卡 (拉祖爾涅市鎮)
46°11′23″N 32°32′37″E / 46.18972°N 32.54361°E
彼得里夫卡（烏克蘭語：Петрівка）是位於烏克蘭南部的村莊，由赫爾松州斯卡多夫斯克區的拉祖爾涅市鎮負責管轄。該村始建於1924年，面積0.5平方公里，海拔高度16米，2001年人口357，人口密度每平方公里708.3人。